# 景福镇 (景东县)
景福镇，是中华人民共和国云南省普洱市景东彝族自治县下辖的一个乡镇级行政单位。
2012年12月28日，云南省人民政府批复同意撤销景福乡，设立景福镇。

## 行政区划
景福镇下辖以下地区：
古里村、棠梨箐村、公平村、竹箐村、金鸡林村、赵其山村、鲁家村、龙山村、回寺村、勐片村、岔河村、勐令村和虎山村。